# Alberto Cibrario
Alberto Cibrario (Torino, 6 luglio 1877 – Torino, 20 aprile 1962) è stato un medico e pittore italiano.

## Biografia
Sesto figlio di Matteo Ippolito e di Elisa Carbonazzi, Alberto fu, insieme a Luigi Cibrario, membro della nobile famiglia originaria di Usseglio. 

Si laureò a pieni voti in Medicina e Chirurgia il 13 novembre 1901, presso la Regia Università di Torino. Successivamente, esercitò la professione di medico chirurgo, alla quale affiancò una fertile attività di pittore. 

Non frequentò l'Accademia, ma compì studi di paesaggio con Carlo Follini e di figura con Giacomo Grosso e Felice Carena. Iniziò a esporre nel 1907. 
Durante la Prima Guerra Mondiale fu tenente colonnello medico. Fu insignito della croce di merito di guerra e della medaglia di bronzo di benemerenza della Croce Rossa Italiana.

L'11 novembre 1901, sposò Federica Marchesi da cui ebbe tre figli: Luigi (1902-1981), Elena (1908-1990) ed Enrico (1916-1986).

Morì a Torino il 20 aprile 1962.

## Opere
- Modella dell'Accademia Albertina (Elsa), olio su cartoncino, 46.5 x 34 cm
- Nudo (Elsa), olio su tela, 88 x 173 cm
- Alba a Usseglio, olio su tavola, 33 x 45 cm
- Usseglio. Rocca Candelera, olio su tavola, 22 x 33 cm
- Usseglio. L'Antico Complesso Parrocchiale, olio su tavola, 16.5 x 19 cm
- Paesaggio Alpino, olio su tavola, 21.5 x 31.5 cm
- Paesaggio del Canavese, olio su tavola, 32.5 x 23.5 cm
- Nole, olio su tavola, 20 x 28 cm (1936)
- Borgo alpino, olio su cartone, 22 x 15 cm
- Borgo alpino, olio su cartone, 23 x 16 cm
- Borgo alpino, olio su tavola, 18 x 12.5 cm
- Una strada a Valchiusa, olio su tavola, 20 x 17.5 cm
- Brosso (Val Chiusella), olio su tavola, 39 x 27 cm  (1920)
- Borgo alpino, olio su tavola, 16 x 23 cm
- Fano, olio su tavola, 23 x 33 cm
- Fano, olio su tavola, 33 x 23.5 cm
- Veduta di Torino dalla casa dell'artista, olio su tavola, 29 x 21.5 cm
- La vecchia fabbrica. Inverno (Torino), olio su tavola, 20 x 30 cm (1949)
- La vecchia fabbrica (Torino), olio su tavola, 18 x 23 cm
- La segheria (Torino), olio su tavola, 32 x 44 cm (anni Trenta)
- Il salotto della casa di corso Francia, olio su tavola, 28 x 23 cm
- Veduta di Torino dal balcone di casa, olio su tavola, 28 x 21.5 cm
- Il primogenito Luigi a letto con l'influenza spagnola, olio su tavola, 25.5 x 29 cm (1915 circa)
- La figlia Elena nel salotto di casa, olio su tavola, 47 x 38 cm (1915 circa)
- La scrivania, olio su tavola, 31.5 x 50 cm (1937)
- Lo studio dell'artista, olio su tavola, 26 x 26.5 cm
- Lo studio dell'artista, olio su tavola, 49 x 62 cm (1936-1952)
- Lo studio, olio su tela, 46 x 55 cm
- Un angolo della mia scuola all'Accademia, olio su tavola, 22 x 28 cm
- Lo studio dell'artista, olio su tavola, 46 x 35 cm
- Autoritratto, olio su tela, 50 x 36.5 cm
- Autoritratto in veste di pittore, olio su tela, 49 x 39 cm
- Ritratto del primogenito Luigi, olio su tavola, 35 x 25.5 cm
- Ritratto della figlia Elena, pastello su carta, 33 x 27 cm
- Ritratto della moglie, Federica Marchesi (fronte) e della figlia Elena (retro), olio su tavola, 51 x 37.5 cm (1920 circa)
- Natura morta con frutti e brocca, olio su cartone, 22.5 x 15.5 cm
- Pesche, olio su tavola, 22 x 29 cm
- Fu giá un bel mazzo di rose, olio su tavola, 56 x 44 cm (1950)
- Rose, olio su tavola, 33.5 x 30.5 cm (1957)
- Amaryllis, olio su tavola, 53 x 58 cm